# Star Wars Jedi Knight: Dark Forces II
Star Wars Jedi Knight: Dark Forces II — компьютерная игра в жанре шутера от первого лица, разработанная и выпущенная Lucas Arts в октябре 1997 года для Windows. Игра основана на вселенной Звёздных Войн. Это первая игра в серии Dark Forces, включающая в себя мультиплеер, и первая игра, позволяющая игрокам управлять джедаем, используя Силу и световые мечи. Jedi Knight также содержит ролики с живыми актёрами, через которые подаётся бо́льшая часть сюжета.

## Игровой процесс

### Однопользовательская игра
Кайл Катарн, главный герой игры, начинает игру без познаний в Силе. По ходу прохождения игры, Кайл приобретает джедайские способности. Эти способности делятся на три категории: нейтральные, светлые и темные. За каждый пройденный уровень Кайл получает одно «очко Силы», дополнительные очки можно получить если находить секретные места на уровнях. Эти очки можно тратить для улучшения познаний в Силе, увеличивая её мощь.
Jedi Knight предлагает игроку моральный выбор. Кайл является нейтральным героем большую часть игры, не становясь ни Светлым, ни Темным. Действия, направленные против невооружённых горожан, так же как и выбор различных способностей Силы, изменяет отношения Кайла к Светлой и Темной стороне. В конечном счёте Кайл должен будет выбрать между Светом и Тьмой; что выберет он, зависит от действий персонажа, которые он совершал всю игру.
В игре можно носить с собой до девяти видов оружия. Большая часть оружия имеет основной и дополнительный режим огня.

### Многопользовательская игра
Весь свой потенциал Jedi Knight в большей мере раскрывает в мультиплеере. Множество уникальных возможностей делало мультиплеер не похожим на другие шутеры. В отличие от синглплеера, в мультиплеерном режиме гораздо больше внимания уделялось Способностям, быстроте действия и большому ассортименту оружия.
Игра не имела специальных серверов и использовала MSN Gaming Zone. Большинство игр ограничивались игровой комнатой Nar Shadda (Nar), ставшей прибежищем для клановых войн, вербовок и вызовов. Для игры использовались практически все пять режимов игры: Full Force (FF) Battle Ground Jedi (BGJ) и Canyon Oasis (CO) и No Force (NF) Battle Ground Jedi и JI Oasis. Игры варьировались от двух-четырёх игроков. Другой популярный режим игры был Capture the Flag (CTF).

## Сюжет
Сюжет игры предлагает игроку взять роль Кайла Катарна, который впервые появился как наёмник в Star Wars: Dark Forces (1995). Jedi Knight стартует спустя год после событий шестого эпизода «Возвращение Джедая».
Кайла встречает дроида по имени 8t88 (или просто «88») в Нар Шаддаа. 88 сообщает Кайлу, что его отец, Морган Катарн, был убит тёмным джедаем по имени Джерек. Диск с данными, оставленными Кайлу его отцом, крадёт 88, и Кайл гонится за ним по улицам Нар Шаддаа.
После возвращения диска Кайл со своей напарницей Джен Орс возвращается в отцовский дом и видит, что дом уже исследуется имперцами. Он находит световой меч в мастерской отца и отправляется в путешествие, чтобы найти убийц отца и открыть в себе Силу. В этом путешествии Кайл узнаёт, что семь тёмных джедаев (Ян, Пик, Горк, Бок, Мау, Сарисс, и Джерек, как лидер) — убийцы его отца, и получает наставление найти Долину Джедаев, точку сосредоточения Силы.
В поисках Долины Кайл посещает город Баронс Хэд, где сражается с несколькими имперскими дроидами и другими громилами. После прогулки по окраине города, Кайл доходит до имперской крепости и видит как 88 заканчивает передачу координат Планеты Джедаев Джереку. Молодой тёмный джедай Ян мешает Кайлу уничтожить 88. Кайл побеждает Яна в бою, но не убивает его, позволив уйти. После этого Кайл с боем прорывается сквозь крепость, сражаясь со штурмовиками и драконом Келл.
Затем Кайл бежит за 88 в большой имперский корабль. Там он наконец достигает 88, но когда он подходит к безжизненному дроиду с бластером, он встречается с Горком и Пиком (которые уничтожили 88). Двое тёмных джедаев атакуют Кайла, но он убивает их обоих. Джен помогает Кайлу выбраться из корабля, и они вместе летят назад в мастерскую Моргана. Кайл использует голову 8t88, чтобы узнать путь к Долине Джедаев.
Прибыв на Руусан, Планету Джедаев, Кайл пробирается по лесам, сражаясь с множеством штурмовиков. Когда Кайл доходит до вершины имперской башни, он встречает Мау и ввязывается с ним в битву. Мау повержен, но продолжает насмехаться над отцом Кайла. Кайл со слезами на глазах убивает Мау. Тут появляется Джерек; он взял в заложники Джен. Джерек приказывает Кайлу убить Джен, тем самым завершив переход на Темную сторону. Это точка выбора, где Кайл должен выбрать темную или светлую сторону.
Если Кайл выбирает Светлую сторону, он спасает свою подругу, и Джерек в ярости использует Силу и отбрасывает Кайла. Кайл уползает прочь на грузовое судно, которое начинает падать на долину. Кайл пробирается по падающему кораблю, добирается до ангара с его кораблём Moldy Crow и улетает на нём. Затем с трудом приземляется и теряет сознание. Он приходит в себя в плену у Сарисс, Бока и Яна. Бок ломает световой меч Кайла. Сарисс решает покончить с ним, и просит Бока сообщить Джереку, что Кайл «скоро присоединится к своему отцу». Ян пытается помешать Сарисс добить Кайла, но получает смертельную рану. Когда Сарисс спрашивает почему, Ян отвечает, «Он джедай, он заслужил битву». Кайл берёт меч Яна и побеждает Сарисс.
Кайл пробивается через раскопки в Долине, подбираясь все ближе к ядру. Он находит связанную Джен и освобождает её, но появляется Бок, и Кайлу приходится сразиться с ним. В это время Джерек уже вошёл в ядро долины для медитации. Когда Кайл приближается, Джерек нападает. Джерек побеждён, меч выпадает из его руки. Он просит Кайла добить его, но Кайл взамен толкает меч Джерека к нему. Джерек хватает меч и набрасывается на Кайла. Кайл разрезает Джерека пополам. Кайл и Джен наблюдают, как души запертых Джедаев начинают летать по Долине. Наконец, чтобы отдать дань уважения к своему отцу, Кайл вырезает Световым мечом из камня статую отца и его друга Джедая Рахна, последних двух защитников Долины.
Если Кайл выбирает Тёмную сторону, Кайл убивает Джен Орс и становится конкурентом Джерека. Кайл оказывается на падающем корабле и улетает на Moldy Crow, а затем приземляется на планете. Вместо сражения с Сарисс он снова встречается с Яном. Кайл пробирается по Долине и побеждает Бока. Затем Кайл побеждает Джерека, и становится новым верховным тёмным джедаем вместе Сарисс. Этот сценарий — альтернативный, но не используется в продолжениях как основной. Предполагается, что Кайл выбрал Светлую сторону.

## Дополнения и модификации
Через четыре месяца после выпуска Jedi Knight LucasArts выпустили официальное дополнение Star Wars Jedi Knight: Mysteries of the Sith, созданное командой LucasArts, работавшей над Outlaws (шутер от первого лица в стиле вестерн), который позволял играть за Мару Джэйд. Это дополнение значительно улучшило оригинальный движок Jedi Knight (известный как Sith), добавив больше эффектов, вроде цветного освещения, новых врагов, оружия и способностей (и также избавив игрока от выбора Темной и Светлой стороны). Появилось два новых режима игры (KFY: Kill the Foll с Ysalamiri, режимы, вдохновлённые режимами игры из Owtlaws; Lightsaber Training: режим для обучения в битве на мечах; и «Personalities» режим основанный на классах, который можно подключать и к другим режимам). CTF был убран (хотя он скоро был возвращен фанатами).
Было также множество других изменений, самое значимое из которых введение COG — язык программирования, который Jedi Knight использовал для создания скриптовых событий и интерактивных объектов (дверей, лифтов и т. д.). Высокобюджетные фильмы перевели в новый формат из-за чего звуки стали занимать гораздо больше памяти. Для сохранения памяти, опция использования «High Res» звуков была убрана из дополнения. В Мультиплеер было добавлено несколько античитерских защит.

### Модификации и отдельные уровни
Через некоторое время для игры были созданы неофициальные программы для редактирования, что привлекло создателей уровней. Большое количество модификаций было создано для Jedi Knight с помощью программ вроде «Jed», за авторством Алексея Новикова (Alexi Novikiv). JK моддеры и фанаты выпускали новые мультиплеерные уровни, синглплеерные уровни, модели персонажей, оружия, и даже способности Силы.

## Оценки
| Сводный рейтинг       | Сводный рейтинг |
| Агрегатор             | Оценка          |
| --------------------- | --------------- |
| GameRankings          | 88,69 %         |
| Русскоязычные издания |                 |
| Издание               | Оценка          |
| «Игромания»           | [ 2 ]           |
| «Страна игр»          | 10 из 10        |